# Saint-Just (Marseille)
Pour les articles homonymes, voir Saint-Just.
Saint-Just est un quartier de Marseille, situé dans le 13e arrondissement et faisant partie des quartiers nord. 
Saint-Just est un ancien village aux portes du centre de Marseille.